# 아베 유타
아베 유타(일본어: 安部 雄大, 1974년 7월 31일 ~ )는 일본의 전 축구 선수이다.

## 구단 경력
1993년 J1리그의 산프레체 히로시마에 입단했다. 1998년 비셀 고베로 이적했다. 2000년까지 66경기에 출전하여, 3득점을 넣었다. 2001년 야마구치 티처스로 이적했다. 2001년후 현역 은퇴.